# 特维尔 (厄尔-卢瓦省旧市镇)
特维尔（法語：Theuville，法語發音：[tøvil] ⓘ）是法国厄尔-卢瓦省的一个旧市镇，属于沙特尔区。2016年，特维尔与市镇佩济合并为新的特维尔。

## 地理
特维尔（48°20'7"N, 1°36'1"E）面积23.67 平方千米，位于法国中央-卢瓦尔河谷大区厄尔-卢瓦省，该省份为法国北部内陆省份，北起顺时针与厄尔省、伊夫林省、埃松省、卢瓦雷省、卢瓦-谢尔省、萨尔特省和奧恩省接壤。
与特维尔接壤的市镇（或旧市镇、城区）包括：阿洛讷、博维利耶、贝谢尔莱皮埃尔、达马里、佩济、普吕奈勒日隆、圣尼古拉新城、莱维拉日沃韦安。

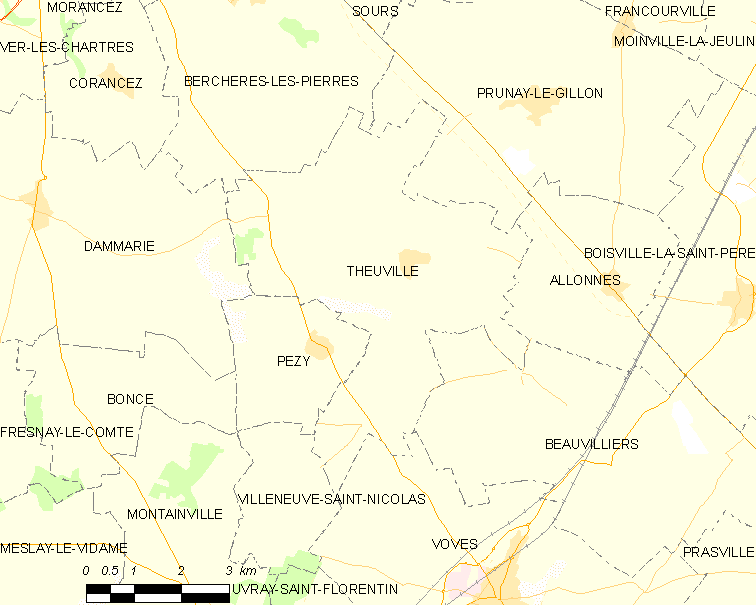
的OSM定位图

特维尔的时区为UTC+01:00、UTC+02:00（夏令时）。

## 行政
特维尔的邮政编码为28360、28150，INSEE市镇编码为28383。

## 政治
特维尔所属的省级选区为莱维拉日沃韦安县。

## 人口

1962-2008年间人口变化图示

特维尔于2016年1月1日时的人口数量为731人。